# Flemming Knuth
Flemming Kai greve Knuth (født 30. april 1879 på Jomfruens Egede, død 6. januar 1942) var en dansk embedsmand og godsejer, bror til Henriette Knuth.
Han var søn af grev Julius Knuth (død 1882) og Elisabeth f. komtesse Holck-Winterfeldt (død 1917), blev student fra Østersøgades Gymnasium 1897, uddannet cand.polyt. fra Den Polytekniske Læreanstalt 1904. 1906 blev han sekondløjtnant i Ingeniørtropperne, 1907 telegrafingeniør i Telegrafvæsenet og 1931 kontorchef i Generaldirektoratet for Post- og Telegrafvæsenet. Han var bestyrelsesmedlem 1919-24 i Foreningen af Ingeniører i Statens Tjeneste og siden 1928 i Danmarks Post- og Telegrafmuseum. 1933-39 var Knuth medlem af Den militære Telegraf- og Telefonkommission.
1941 arvede han herregården Rosendal, men døde året efter. Han var Ridder af Dannebrog og Dannebrogsmand. Han var ugift.